# Beacon Square
Beacon Square è un census-designated place (CDP) degli Stati Uniti d'America, nella contea di Pasco.